# Мужинек Бамбо
«Мужинек Бамбо» (пол. Murzynek Bambo) — дитячий вірш єврейсько-польського автора Юліана Тувіма (вересень 1894 — грудень 1953), написаний у 1934 році, у якому розповідається історія вигаданої африканської дитини, на ім'я Бамбо. Поема Тувіма, яка, як кажуть, була написана з метою пропагування толерантності до інших етносів у міжвоєнній Польщі, багато хто вважає дуже суперечливою, а критики звинувачують автора в увічненні шкідливих расистських стереотипів.

## Назва
У вірші Бамбо називається Мужинком, зменшувально-пестливою формою імені Murzyn. Мужинек може перекладатися як «чорна дитина». Слово «мужин», яке традиційно не вважалося образливим, стало розглядатися як все більш дискримінаційне і принизливе протягом XXI століття. Слово виникло внаслідок запозичення німецького слова Mohr, яке походить від латинського maurus, схожого на англійське слово moor.

## Аналіз і суперечки

### Історичний контекст
Вірш складається з шістнадцяти рядків, розділених на вісім римованих куплетів. Вважається, що Тувім написав його, щоб навчити польську молодь толерантності до чорношкірих дітей, припускаючи, що вони нічим не відрізняються від своїх польських ровесників. Історики зазначають, що Тувім, який зіткнувся з сильними антисемітськими настроями у міжвоєнний період, виступав проти польської націоналістичної політики та її дискримінації щодо етнічних меншин. За словами Якуба Вояса, Тувім був широко відомий своїми антинаціоналістичними та антирасистськими поглядами.

### Звинувачення в расизмі
В останні десятиліття «Мужинек Бамбо» звинувачують у расизмі та у представленні культурно та соціально-економічно принизливого погляду на африканців. Письменниця Патриція Піроґ зазначає, що вірш є  «історією про те, як освічена Європа намагається цивілізувати дикуна», який, попри свій, здавалося б, нешкідливий характер, увічнює шкідливі примітивістські стереотипи європейського колоніалізму і сприяє поширенню расистського ставлення до чорношкірих у сучасній Польщі. На думку Маргарет Огіа, яка досліджувала расизм у польській мові в Каліфорнійському університеті, головний герой поеми представлений як неповноцінний перед імовірно білим читачем.
Інші польські критики стверджують, що сучасні твердження про нібито расизм поеми є перебільшеними та анахронічними. Посилаючись на суперечливу спробу Алана Ґріббена вилучити «Тома Соєра та пригоди Гекльберрі Фінна» Марка Твена, консервативний журналіст Адам Ковальчик відкидає думку про те, що «Бамбо» пропагує расизм у Польщі. Читачка Gazeta Wyborcza, головної ліберальної газети Польщі, Єва Тшечковська, описує в листі, як вона ідентифікує себе з Бамбо: «Для мене цей твір був і є веселою історією про неслухняного хлопчика з далекої, екзотичної країни, яка, хоч і така далека — і країна, і хлопчик, — але схожа на мене. У нього є радість життя, яка виражається, зокрема, у лазінні по деревах (я теж лазив по них), і є легка нотка непокори, незалежності, свободи. Що мені було і є близьким!» Вона пише, що не підозрює «автора цих слів у поганих намірах», хоча зізнається, що відчуває дискомфорт, читаючи, що Бамбо боїться купання, бо може побіліти.